# Anthonotha conchyliophora
Anthonotha conchyliophora är en ärtväxtart som först beskrevs av François Pellegrin, och fick sitt nu gällande namn av J.Leonard. Anthonotha conchyliophora ingår i släktet Anthonotha och familjen ärtväxter. Inga underarter finns listade i Catalogue of Life.